# Ophichthus echeloides
Ophichthus echeloides is een straalvinnige vissensoort uit de familie van slangalen (Ophichthidae). De wetenschappelijke naam van de soort is voor het eerst geldig gepubliceerd in 1928 door D'Ancona.